# 克萊韋廷德峰
71°59′S 7°37′E / 71.983°S 7.617°E
克萊韋廷德峰（英語：Klevetind Peak）是南極洲的山峰，屬於菲爾希納山脈的一部分，處於克萊韋坎彭山以南，海拔高度2,910米，由德國探險隊發現，現時受南極條約體系管理。